# アリオ上尾
- セブン&アイ・ホールディングス
  - イトーヨーカ堂 > アリオ > アリオ上尾
  - セブン&アイ・クリエイトリンク > アリオ > アリオ上尾

アリオ上尾（アリオあげお）は、埼玉県上尾市に立地するセブン&アイ・ホールディングス傘下のセブン&アイ・クリエイトリンクが運営する大型商業施設である。

## 概要
2013年6月29日、大正製薬総合運動場・上尾薬用植物園の跡地に上尾市最大（当時）のショッピングセンターとして上尾道路（国道17号バイパス）沿いにオープンした、全国で16番目のアリオ店舗である。LED照明の採用（各売場、コンコース、トイレ、（アリオ上尾の）名称サイン、駐車場等）、壁面緑化、屋上緑化、ソーラーパネルの設置、電気自動車充電装置の設置など、環境に配慮した施設となっている。

## アクセス
上尾駅西口から路線バスで約10分。以下の2通りがある。
- 2番乗り場から乗車し、「団地2-18」又は「アリオ上尾前」下車。
- 3番乗り場から乗車し、「愛宕神社前」下車。

## テナント
出店テナント全店の一覧・詳細は下記の公式サイト「フロアガイド」を参照。
- アリオ上尾1F
- アリオ上尾2F